# Alexandru Stuart
Alexandru Stuart (n. 26 noiembrie 1842, Odessa – d. 24 octombrie 1917, Chișinău) a fost un savant, biolog, muzeograf și funcționar public basarabean. Baronul A. Stuart este considerat întemeietorul Muzeului Național de Etnografie și Istorie Naturală din Chișinău.
Și-a făcut studiile la Gimnaziul nr. 2, apoi la Liceul „Împăratul Alexandru I” din Sankt Petersburg. În anul 1860 se înscrie la Secția de Științe ale Naturii a Facultății de Fizică și Matematică a Universității din Sankt Petersburg. Și-a continaut studiile la universitățile din Heidelberg, Tubingen, Bonn, Berna, Berlin, Gottingen, și Dorpat (Tartu). În 1866, la Universitatea din Gottingen susține teza de doctor în filozofie iar mai apoi își ia masterul în zoologie.

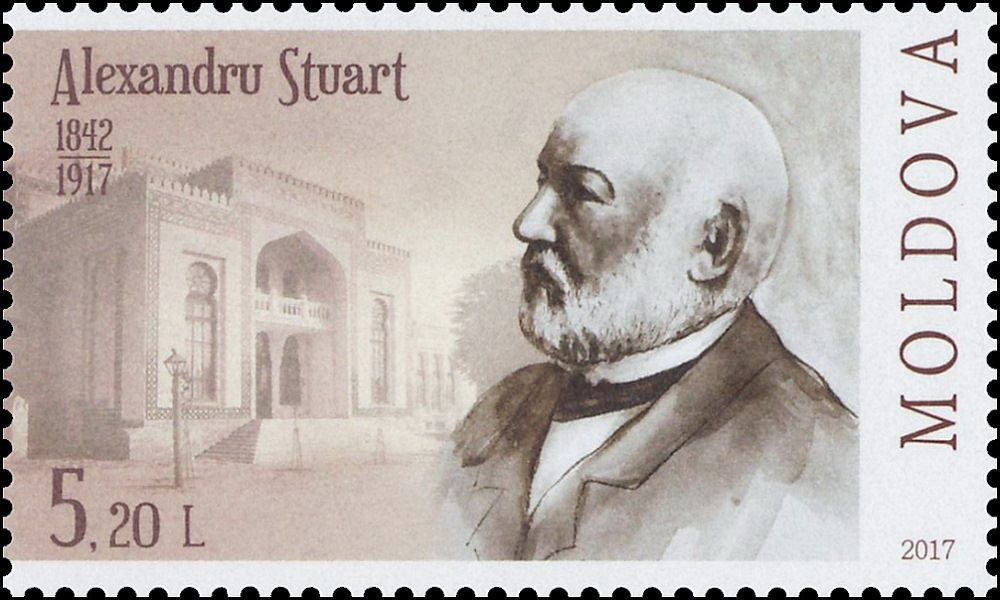
Portretul baronului Alexandru Stuart pe un timbru din Republica Moldova, 2017.

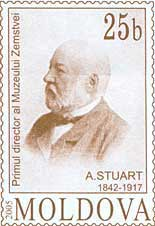
Portretul baronului Alexandru Stuart pe un timbru din Republica Moldova, 2005.

Din anul 1884 locuiește la Chișinău și activează în cadrul Administrației Zemstvei din Basarabia. A fost unul din inițiatorii Expoziției agricole și industriale din Basarabia din anul 1889 și al Muzeului Zemstvei, creat  în baza colecției de piese donate de participanții acestei expoziții. Baronul A. Stuart a donat o colecție de oase de mamut și diverse piese în sumă de 395 ruble. În anii 1891-1906 a deținut funcția de director al Muzeului Zemstvei. Împreună cu custodele muzeului Franz Ostermann a contribuit la crearea și completarea diverselor colecții și realizarea expoziției permanente a muzeului.
Din inițiativa și cu participarea nemijlocită a baronului A. Stuart, care deținea funcția de președinte al Consiliului (Upravei) Zemstvei guberniale din Basarabia, în anii 1903-1905 a fost construită o clădire specială pentru Muzeul Zemstvei după proiectul arhitectului Vladimir Țâganco. În noua clădire muzeul a fost deschis la 30 aprilie 1906, devenind Muzeu Zoologic, Agricol și de Industrie Casnică. Dezvoltând considerabil instituția, baronul A. Stuart a elaborat noi principii de administrare a muzeului, care au fost formulate în Regulamentul „Despre organizarea și administrarea Muzeului Zemstvei”, prezentat la ședința Adunării Zemstvei guberniale din 26 martie 1906. Fiind aprobat, acesta a devenit un program de dezvoltare în continuare a muzeului.
Baronul A. Stuart a fost membru al Societății Naturaliștilor din Sudul Rusiei, a înființat Stația Biologică din Sevastopol, iar în 1902-1904 este unul din inițiatorii fondării Societății Naturaliștilor și Amatorilor de Științe ale Naturii din Basarabia, care a activat în incinta Muzeului Zemsvei până în anul 1917, fiifnd președintele acesteia. A fost de asemenea unul din redactorii Analelor Societății - Труды Бессарабского Общества Естествоиспытателей и Любителей Естествознания. În anul 1908 a contribuit la crearea muzeului Societății – Muzeul școlar ambulant, un muzeu didactic, iar în anii 1910-1914 contribuie la fondarea Muzeului Zemstvei din Bender. Este autorul a 8 lucrări științifice în domeniul zoologiei, publicate în Analele unor universități din Rusia și din alte țări europene. A avut titlul de consilier de stat. A fost decorat cu ordinele „Sf. Stanislav” și „Sf. Ana” de gradul II, „Sf. Vladimir” de gr.IV și gr III și „Ordinul de argint Takovo” de gradul II al Serbiei.
Străbunicul său matern a fost domnitorul Constantin Moruzi. Fratele său, Dimitri Stuart, a fost primul ambasador al Rusiei în România.

## Opera
- Стуарт А., Об организации и управлении Земским музеем (Кишинев 1906).